# Anna-Sophie Mahler
Anna-Sophie Mahler (* 1979 in Kassel) ist eine deutsche freiberufliche Schauspiel- und Opernregisseurin.

## Leben
Anna-Sophie Mahler ist die Tochter des Künstlers und Psychoanalytikers Eugen Mahler. Sie studierte Bühnenregie an der Hochschule für Musik Hanns Eisler Berlin. Seitdem spezialisierte sie sich auf experimentelle, insbesondere auch dokumentarische Formen des Musiktheaters. Nach dem Abschluss arbeitete sie von 2002 bis 2004 als Regieassistentin am Theater Basel. Zudem  übernahm sie später Regie-Assistenzen bei Christoph Marthaler (bei den Bayreuther Festspielen) und Christoph Schlingensief (Der fliegende Holländer beim Festival Amazonas de Ópera in Manaus, Brasilien).
Ab 2004 arbeitete sie eigenständig als freiberufliche Bühnenregisseurin für Produktionen im gesamten deutschsprachigen D-A-CH-Raum, zum Beispiel für die Deutsche Oper Berlin, das Schauspielhaus Graz, das Zürcher Neumarkt Theater, die Oper Stuttgart, das Theater Konstanz. Ihre eigene freie Performance-Gruppe CapriConnection gründete sie 2006 in Basel. Basiskonzept dieser Gruppe von drei Frauen ist die Verknüpfung von dokumentarischen Texten mit Musiktheater und Videobildern. Das Stück Ars moriendi von CapriConnection war 2011 zum Theaterfestival Impulse eingeladen.
Durch die Krebserkrankung Schlingensiefs drohte die Erarbeitung der Oper Szenen aus dem Leben der heiligen Johanna von Walter Braunfels an der Deutschen Oper Berlin 2008 zu scheitern. Als Assistentin sprang Mahler ein und brachte die Inszenierung gemäß seinen Aufzeichnungen auf die große Bühne. Vom Erarbeitungsprozess gibt es einen 44-minütigen TV-Dokumentarfilm von Alexander Kluge aus dem gleichen Jahr.
Bei der Produktion Unendlicher Spaß – 24 Stunden durch den utopischen Westen des Hebbel am Ufer Berlin, einer 24-Stunden-Marathon-Performance nach dem Roman Unendlicher Spaß von David Foster Wallace, führte sie 2012 an einem Teilort die Regie, in Kooperation mit Anna Viebrock, Gob Squad, She She Pop, Peter Kastenmüller, Philippe Quesne, Richard Maxwell und Jan Klata, die weitere Teilorte übernahmen.
In der Inszenierung am Theater Neumarkt im Jahr 2020 Whistleblowerin/Elektra thematisiert Mahler den Werdegang der Spezialistin für Lebensmittelsicherheit, Toxikologin und Whistleblowerin Yasmine Motarjemi, die einen Mobbingprozess gegen Nestlé anstrengte. Dabei zieht Mahler mit dem Vergleich zu Elektra, die ebenfalls allein in ihrem Kampf war, Parallelen zur griechischen Tragödie. In der Aufführung stellt sie Elektra und Yasmine Motarjemi zusammen auf die Bühne.
Zuletzt inszenierte sie 2021 eine eigene Bühnenfassung von Mittagsstunde nach dem Roman von Dörte Hansen am Thalia Theater Hamburg und die Puccini-Oper La Bohème am Schauspiel Leipzig.
Mahler wird ab der Spielzeit 2021/22 Hausregisseurin am Schauspiel Leipzig. In der vorhergehenden Saison stellte sie sich 2020 mit der Uraufführung des musikalischen Schauspiels Eriopis – Medeas überlebende Tochter erzählt alles der finnischen Autorin E. L. Karhu erstmals in Leipzig vor.
Im November 2024 brachte sie Tennessee Williams Camino Real zusammen mit der live spielenden US-amerikanischen Indie-Band Calexico am Volkstheater in Wien auf die Bühne.

## Inszenierungen (Auswahl)
2016
- Don Quijote de la Mancha, Oper von Hans Zender, mit dem Ensemble Modern, Frankfurt LAB
- Maria Stuarda von Gaetano Donizetti, Theater Bremen

2017
- „Das Böse“ – Eine Götterdämmerung, eine Produktion von CapriConnection, Aufführungen: Gessnerallee Zürich, Kaserne Basel, Theater Chur, Münchner Kammerspiele
- Rusalka, lyrische Märchen-Oper in drei Akten von Antonín Dvořák, Theater Bremen

2018
- The Roommate von Jen Silverman, deutschsprachige Erstaufführung, Theater Biel Solothurn

2019
- Falstaff von Giuseppe Verdi, Theater Freiburg
- Hotel der Immigranten ein musiktheatrales Projekt von Anne-Jelena Schulte und CapriConnection, Koproduktion mit der Gessnerallee Zürich, der Kaserne Basel und dem Theater Chur
- Die sieben Todsünden/Seven Heavenly Sins; Ballett mit Gesang von Kurt Weill und Bert Brecht / Love Testimonial by Peaches, eine Koproduktion der Staatsoper Stuttgart, des Stuttgarter Balletts und des Schauspiel Stuttgart

2020
- Whistleblowerin/Elektra, Theater Neumarkt[5]
- Waldesruh, ein Zeltlager ohne Bäume mit Morton Feldman, Deutschen Oper Berlin

2021
- Mittagsstunde, Thalia Theater Hamburg
- La Bohème, Schauspiel Leipzig

2023
- Saint François d’Assise, Staatsoper Stuttgart[10]

## Auszeichnungen
- 2016: Einladung ihrer Inszenierung von Mittelreich nach dem Roman von Josef Bierbichler bei den Münchner Kammerspielen zum Berliner Theatertreffen[11]
- 2017: Einladung zur Biennale di Venezia Teatro mit zwei Arbeiten[12]